# Jørgen Peder Hansen
Jørgen Peder Hansen (2. december 1923 på Thurø – 15. februar 1994) var en dansk politiker (Socialdemokraterne) og minister.
Desuden maler, tegner og toldkontrollør fra 1964.
- Kirkeminister og minister for Grønland i Regeringen Anker Jørgensen II fra 13. februar 1975 til 30. august 1978.
- Minister for Grønland i Regeringen Anker Jørgensen III fra 30. august 1978 til 26. oktober 1979.
- Kirkeminister og minister for Grønland i Regeringen Anker Jørgensen IV fra 26. oktober 1979 til 20. januar 1981.

Dansk generalkonsul i Flensborg 1981-93.